# The Captive
The Captive (Cautiva en México, Cautivos en España), anteriormente Queen of the Night y Captives, es una película del 2014 de suspenso dirigida por Atom Egoyan y coescrita con David Fraser. La película es protagonizada por Ryan Reynolds, Scott Speedman, Rosario Dawson, Mireille Enos, Kevin Durand y Alexia Fast. Fue seleccionada para competir por una Palma de Oro en el Festival de Cannes 2014. La película se estrenó en cines el 12 de diciembre de 2014.

## Argumento
Ocho años después de la desaparición de Cassandra ocurren una serie de eventos que indican que sigue con vida. Mientras que la policía investiga el secuestro, su padre Matthew (Ryan Reynolds), frustrado por todo, comienza a tomarse la justicia por su mano.

## Elenco
- Ryan Reynolds como Matthew.
- Scott Speedman como Jeffrey.
- Rosario Dawson como Nicole.
- Mireille Enos como Tina.
- Kevin Durand como Mika.
- Alexia Fast como Cass.
- Peyton Kennedy como Joven Cass.
- Bruce Greenwood como Vince.
- Brendan Gall como Teddy.
- Aaron Poole como Mike.
- Jason Blicker como Sam.
- Aidan Shipley como Albert.
- Ian Matthews como Willy.
- Christine Horne como Vicky.
- Ella Ballentine como Jennifer.
- Ryan Racette como Oficial.
- Jim Calarco como un gerente.
- Chad Racette como Oficial de 2011-2013.

## Producción
La filmación empezó en febrero de 2013 en Gran Sudbury, Ontario.

## Adelantos
El primer adelanto de la película fue publicado el 10 de julio de 2014. Un segundo adelanto fue publicado el 18 de noviembre de 2014.

## Lanzamiento
La película recibió un lanzamiento limitado en Canadá el 5 de septiembre de 2014, haciendo un total de recaudación de $450,000. La película fue lanzada en DirecTV el 13 de noviembre de 2014. La película fue lanzada en diferentes cines el 12 de diciembre de 2014 en Estados Unidos.